# رنهولد
رنهولد (به انگلیسی: Renhold) یک روستا و محله مدنی در بریتانیا است که در Bedford واقع شده‌است. رنهولد ۱٬۸۰۰ نفر جمعیت دارد.